# 옥이 이모
《옥이 이모》는 1995년 5월 14일부터 1995년 12월 31일까지 방영된 SBS 주말극장이다.

## 트리비아
1995년 10월 21일부터 《코리아게이트》가 토요일 2회 연속 방송됨에 따라 그 해 10월 22일부터는 일요일 2회 연속 방영되었는데 후속작 《부자유친》이 토요일, 일요일 오후 8시 50분 편성되어 32부작으로 기획된 《코리아게이트》가 1995년 12월 23일 20회로 막을 내려야 했다. 또한 지역민방 부산, 대구, 광주, 대전 민영방송 개국하여 1996년부터 일본내 한국어채널 KNTV (일본의 방송사)를 통해 방영될 예정이다.

## 방송 시간
| 방송 채널 | 방송 기간                           | 방송 시간                      |
| --------- | ----------------------------------- | ------------------------------ |
| SBS       | 1995년 5월 14일                     | 일요일 밤 8시 50분 ~ 10시 50분 |
| SBS       | 1995년 5월 20일 ~ 1995년 10월 15일  | 토요일, 일요일 밤 8시 50분     |
| SBS       | 1995년 10월 22일 ~ 1995년 12월 31일 | 일요일 밤 8시 50분 ~ 10시 50분 |

## 기획 의도
경상북도 경산 배경으로 1962년부터 1980년까지 약 20여 년 동안 어려웠던 세월을 살아간 사람들의 모습을 그린 시대극이자 가족 성장 드라마. 인생에 대한 진지함 뿐만 아니라 향수를 불러일으키는 정감 어린 이야기 및 장면들이 서정성과 함께 잔잔한 웃음을 선사한다.

## 등장 인물
- 옥소리 : 최순옥 (옥이 이모) 역

준석과 순임의 어머니. 종락과 사랑에 빠져 종락의 아이를 임신한다. 종락이 원양어선 사고로 사망하고 자신의 과거를 사랑해주는 성 주사와 결혼한다. 하지만 시댁에서 다른 남자의 아이라는 것을 알고 모진 시집살이를 한다.
- 선우재덕 : 김상구 역 (아역 류재영) - 훗날 미순과 결혼
- 차기환 : 권복태 역 (아역 김형기)
- 임대호 : 장학교 역 (아역 안경용) - 훗날 금순과 결혼
- 박지훈 : 김금순 역 (아역 박지혜) - 훗날 학교와 결혼
- 황주효 : 심종호 역 (아역 장우성)
- 송윤경 : 윤은실 역 (아역 이민정)
- 김인태 : 상구의 외할아버지 역
- 임현식 : 최평수 역 - 상구의 외삼촌
- 김보미 : 상구의 외숙모 역
- 이수나 : 서울댁 역 - 미순 엄마

상구 외할아버지의 후처이자 만악의 근원으로 상구 외할아버지가 평생 모아놓은 복덕방 재산을 가지고 딸(미순)도 내버린채 도망간다.이후 사기혐의로 체포되어 교도소에 수감,출소후 다방에서 일한다.
- 박민아 : 박미순 역 (아역 임주영) - 훗날 상구와 결혼
- 주현 : 풀빵 역 - 상구의 작은 아버지
- 조양자 : 상구의 작은 어머니 역
- 김인문 : 심 서방 역 - 본명 심갑술, 종락과 종호의 아버지
- 김지영 : 좌천댁 역 - 종락과 종호 어머니
- 정종준 : 박달수 역 - 상구의 담임선생
- 권오현 : 뻥대포 역 / 박대수 역
- 송경철 : 때워 역
- 천호진 : 대길 역 - 옥이네 머슴 1
- 정은수 : 복실 역 - 옥이네 식모
- 김동수 : 팔복 역 - 옥이네 머슴 2
- 이원재 : 성 주사 역

옥이의 남편. 성주사는 저수지에 빠져있는 옥이를 발견하고 목숨을 살린다. 옥이와 결혼하지만 건강이 나빠져 간경화로 사망한다.
- 반효정 : 이 여사 역 - 옥이의 시어머니
- 권기선 : 동경댁 허여사 역 - 복태 엄마
- 송채환 : 경자 역
- 서혜린 : 애자 역
- 황범식 : 엿장수 망태 역
- 홍성민 : 상구의 아버지 역
- 조재현 : 심종락 역 - 종호 형, 옥이의 첫사랑
- 김하균 : 박 형사 역 - 정보과 과장
- 노영국 : 박 사장 역 - 본명 박동만, 동경댁의 옛 애인
- 안대용 : 칠정리 아저씨 역
- 곽정희 : 칠정리 아줌마 역
- 박현 : 성용수 역 - 옥이의 시동생
- 우인식 : 박 사장 역 - 서울댁의 애인
- 송송이 : 대길 처 역
- 박영규 : 장씨 역
- 김나운 : 써니 역
- 박선영 : 조양 역
- 김광영 : 성준석 역 - 옥이의 아들
- 미상 : 성순임 역 - 옥이의 딸
- 김현석 : 김택모 역 - 상구의 사촌동생
- 정미숙 : 성문숙 역 - 옥이의 시누이, 성주사의 동생
- 최은숙 : 옥이의 전빵집 종업원 역
- 이제신 : 때워 처 역
- 민경조 : 임금순 간호사 역
- 김은수 : 다방 마담 역
- 박종설 : 국민학교 교장 역
- 조재훈 : 사기꾼 역
- 이기철 : 김 계장 역 - 박 형사의 부하
- 맹상훈 : 정선생 역
- 박유승 : 용수의 친구 역
- 이한승 : 옥이의 당숙 역
- 성동일 : 하용진 역
- 추석양 : 이발소 주인 역
- 이숙 : 재치국(재첩국) 아줌마 역
- 김진구 : 포천댁 역
- 김희정 : 포천댁 딸 아지 역
- 공형진 : 우동직 역
- 박선영 : 우동직 처 안씨 역
- 김주일 : 종호 아내 역
- 최동균 : 향촌옥 손님 역
- 김용헌
- 전진아
- 류세민
- 이수영

## 결방 사유와 편성 변경
- 1995년 5월 14일 : 1~2회 연속 방송
- 1995년 6월 17일 : 11~12회 연속 방송
- 1995년 6월 18일 : <서울특별시장/대구광역시장/광주광역시장/부산광역시장/대전광역시장 후보 100분 대토론회> 편성으로 결방
- 1995년 8월 12일 : 브라질 국가대표축구팀 초청경기 <한국 VS 브라질> 중계방송으로 9시 50분부터 방영
- 1995년 8월 26일 : 31~32회 연속 방송
- 1995년 8월 27일 : <생방송 세계 슈퍼 엘리트모델 선발대회> 편성으로 결방
- 1995년 9월 24일 : 뉴스 특보로 결방
- 1995년 10월 14일 : 45~46회 연속 방송
- 1995년 10월 15일: 뉴스 특보로 결방
- 1995년 12월 31일 : 8시 50분부터 3회 연속 방송

## 참고 사항
- 아역 시절이 인기를 얻자 이 부분의 방영을 늘려 속도감을 떨어뜨린 데 이어 신변잡기의 재미에 치중했다는 비판이 있었다.[2]
- 1996년 3월 열린 제 8회 한국방송작가상 드라마 부문 최종 후보에 거론되었으나 "화제성에서 미치지 못했다"는 혹평을 받아 탈락했다. 이후 한국방송작가상 드라마 부문에서는 "한번 드라마 작가상을 받은 사람은 재수상이 불가능하다"는 규정이 생기기도 했는데,[3] 집필자 김운경 작가가 MBC 《서울의 달》로 최초 한국방송작가상 드라마 부문 수상(7회)의 영예를 안은 것에서 추측된다.[4]